# Espace de réflexion éthique de la région Île-de-France
L’Espace de réflexion éthique de la région Île-de-France est un lieu de diffusion, de réflexion et de formation aux questions éthiques et sociétales de la santé, du soin, de l’accompagnement et de la recherche. Il travaille en réseau avec les institutionnels, professionnels et associatifs en Île-de-France. 
Depuis 2013, il est sous l'autorité de l’Agence régionale de santé (ARS) d’Île-de-France. Il tend à développer une réflexion et une démarche éthiques appliquées aux réalités de terrain, en réponse aux demandes des intervenants et des décideurs publics et institutionnels. Pour créer les conditions d’une concertation pluraliste, et concilier un travail d’observation, de veille et d’anticipation, l’espace de réflexion éthique de la région Île-de-France est investi dans des domaines de recherche-action qui recouvrent un champ très large (vulnérabilités dans la maladie, innovations thérapeutiques, nouvelles technologiques qui transforment les pratiques...). Il a également pour mission de proposer des formations universitaires et de produire une recherche en éthique susceptible de contribuer aux débats publics, et aux échanges nécessaires entre les différents partenaires.

## Historique
L’espace éthique a été créé en 1995 au sein de l’Assistance publique - Hôpitaux de Paris (AP-HP) en tant qu’espace éthique de l’AP-HP, sur proposition de son directeur général Alain Cordier. Dirigé depuis sa création par Emmanuel Hirsch, il est le premier espace éthique conçu et développé au sein d'une institution. À ce titre, l’espace éthique a été repris en 2004 comme modèle de dispositif de réflexion éthique dans le cadre de la loi relative à la bioéthique (Loi n°2004-800 du 6 août 2004). Par arrêté du 4 janvier 2012, il prend son nom actuel et passe sous tutelle de l’ARS.

## Missions[1]
Les missions de l’espace de réflexion éthique de la région Île-de-France sont fixées dans sa convention constitutive conformément à l’Arrêté du 4 janvier 2012 relatif à la constitution, à la composition et au fonctionnement des espaces de réflexion éthique régionaux et interrégionaux.
Un espace éthique se veut être un lieu pluridisciplinaire d'échanges, d'enseignements universitaires, de recherches, de ressources et de propositions dans le domaine de l'éthique hospitalière et du soin. Selon l’ARS, l'espace éthique est défini comme suit : 
« L'espace de réflexion éthique de la région Île-de-France contribue à faire vivre la démocratie sanitaire au sein de la région et constitue un lieu au service de l’ensemble des collaborateurs des établissements, y compris médico-sociaux, des universitaires, ouvert sur la cité et qui donne notamment tout leur poids aux associations de patients. »
Il a également pour mission d’observer et d’analyser, au sein des hôpitaux et plus largement des institutions sanitaires et médico-sociales, les situations relevant de considérations d’ordre éthique afin d’apporter aux décideurs, aux professionnels et aux associations des éclairages et des approfondissements appropriés à travers des concertations, des initiatives de sensibilisation et de formations,  des conseils, et des consultations. Il développe depuis des années une démarche en réseau favorable à l’identification et à la mutualisation des compétences, des expertises et des expériences.
En 2010, l'espace éthique s’est vu confier le développement de l’espace national de réflexion éthique sur la maladie d’Alzheimer (EREMA) dans le cadre de la mesure 38 du Plan Alzheimer 2008-2012. En 2014, l’EREMA a été désigné pour ouvrir son champ de compétences aux maladies neurologiques dégénératives dans le cadre du Plan national MND 2014-2019.
L’espace éthique organise des Universités d’été, des workshops, des séminaires, des groupes de travail. Il s’est doté en 2016 d’un "Cercle de l’Espace éthique" qui accueille celles et ceux qui dans la cité souhaitent s’associer à ses réflexions.

## Réseau
L’espace éthique Île-de-France s’inscrit dans une dynamique de réseau sur le territoire francilien, créant des synergies multidisciplinaires lui permettant d’accomplir ses missions et d’accompagner les réponses aux besoins.
Les objectifs de cette démarche sont notamment de :
- Rendre visible les initiatives éthiques existantes en Île-de-France,
- Mutualiser les réflexions des professionnels, des usagers, des aidants, des citoyens,
- Coordonner ces réflexions,
- Proposer des outils innovants pour réfléchir en éthique.

Attentif à répertorier les initiatives éthiques en Île-de-France, à l’étude des besoins, la constitution d’espaces de réflexions thématiques et de groupes de travail, l’espace éthique Île-de-France propose aux professionnels, usagers, aidants, associations, citoyens, établissements, institutions, universités, laboratoires de recherche, de réfléchir ensemble aux questions d’éthique dans les domaines de la santé et du social.

## Domaines de recherche et de réflexion dans le champ de la santé
Le champ d’expertise de l’espace de réflexion éthique de la région Île-de-France dans le domaine de la santé concerne l’éthique hospitalière et du soin, la maladie chronique, les maladies neurologiques dégénératives, les situations extrêmes en début et fin de vie, les dépendances et les vulnérabilités dans la maladie ou le handicap, l’éthique de la recherche biomédicale et des innovations thérapeutiques.
L’espace éthique développe aussi une activité de recherche à travers le laboratoire d’excellence DistAlz (Développement de stratégies innovantes pour une approche transdisciplinaire de la maladie d’Alzheimer) et la composante "Éthique, science, santé et société" du laboratoire de recherche 1610 Étude sur les sciences et les techniques de l’université Paris-Sud.
L’équipe, composée de Emmanuel Hirsch, Paul-Loup Weil-Dubuc, Léo Coutellec, et Sebastian Moser, a pour vocation de contribuer au développement d’une "recherche-action" en éthique, de manière pluridisciplinaire et en mêlant expertise professionnelle et universitaire.
La thématique de l’anticipation est structurante pour l’activité de recherche de l’espace éthique depuis 2014 . Elle a notamment été questionnée au cours d’un travail de concertation et de réflexion sur la question des diagnostics précoces de la maladie d'Alzheimer, l’anticipation a également été questionnée en lien avec la médecine prédictive et la notion de plan de vie.
Une réflexion a aussi été lancée sur les enjeux épistémologiques et éthiques de la recherche scientifique dans le domaine de la maladie d’Alzheimer. Dans ce contexte, l’équipe de recherche s’est concentrée sur le phénomène Big data comme mutation contemporaine de la façon de faire de la recherche.

## Observatoire de l’espace
L’observatoire de l’espace de réflexion éthique de la région Île-de-France a pour mission de comprendre, d'appréhender et d'analyser les initiatives et pratiques locales des professionnels de santé dans le domaine de l'éthique. Le rapport Étude des démarches en éthique du soin et de l'accompagnement dans les établissements de santé en Île-de-France publié en octobre 2015, s’appuie sur une étude exploratoire menée en 2014 et 2015 qui se propose d'analyser ces démarches afin de saisir leurs caractéristiques, et d'établir des indicateurs sur les conditions d'existence de ces espaces de réflexion.

## Formations
Les formations universitaires proposées dans le cadre de l’espace éthique Île-de-France et du département de recherche en éthique de l’université Paris Sud, sont conçues pour répondre à des demandes complexes qui tiennent compte des réalités pratiques de terrain. Pour favoriser les capacités d’analyses et de discernement indispensables aux missions professionnelles, elles ont pour objectif de permettre l’appropriation par les acteurs du soin et de l’accompagnement des savoirs essentiels à un soin pertinent et juste. Ces enseignements permettent également de mieux mettre en œuvre les dispositifs relevant de l’éthique requis par la Haute Autorité de santé (HAS) dans la certification des établissements.

### Master Éthique, science, santé et société[19]
Le Master « Éthique » vise à doter les professionnels de santé et du secteur social, les chercheurs en sciences et les membres d’associations, de compétences en éthique appliquée aux différents domaines des pratiques de la santé en institution ou au domicile.    

### Diplôme universitaire Éthique et pratiques de la santé et des soins[20]
Le diplôme universitaire Éthique et pratiques de la santé et des soins permet d’acquérir, dans le cadre d’une formation interdisciplinaire, des compétences en philosophie éthique. Le Diplôme Universitaire est une ouverture sur les grands enjeux du questionnement éthique appliqué à la santé, pour les professionnels intervenant dans les domaines de la santé, des soins et de la recherche : assistants sociaux, étudiants en médecine, infirmiers, médecins, odontologistes, pharmaciens, psychologues, sages-femmes, chercheurs, membres d’associations…

### Diplôme universitaire Deuil et travail de deuil[21]
Le diplôme universitaire Deuil et travail de deuil est un enseignement théorique et clinique sur le thème du deuil (définition, déroulement, complications, facteurs de risque…) et une formation pratique autour de l’accompagnement des endeuillés. Cette formation s’adresse à tous les professionnels engagés dans l’accompagnement des personnes endeuillées, impliqués dans une activité interrogeant les concepts du deuil, de travail de deuil et désirant approfondir leurs connaissances sur ces thèmes.    

### Diplôme universitaireDémarche éthique en établissement ou à domicile[22]
Le diplôme universitaire Démarche éthique en établissement ou à domicile transmet les savoirs indispensables à l’approche des questions éthiques de terrain. Il aide référents en éthique au sein des établissements ou dans les interventions au domicile à acquérir les compétences nécessaires dans les champs du sanitaire et du médico-social. 

## Publications et ressources documentaires
L’Espace éthique est un pôle de ressources documentaires sur les questions d’éthique médicale. Il propose une documentation consultable dans le cadre de recherches, accessible à la Bibliothèque universitaire de la Faculté de médecine Paris Sud. Il propose la synthèse et l’analyse de publications consultables dans un centre de ressources documentaires. Il édite des publications qui restituent la diversité des réflexions et des recherches pour contribuer à l’expression, à la diffusion et au renforcement d’une culture de l’éthique hospitalière et du soin. Dans ce cadre, il édite les cahiers de l’espace éthique et la Revue française d'éthique appliquée (publication universitaire francophone à comité de lecture). Une collection des Éditions Érès est dédiée à l’"Espace éthique".